# Берестейський державний університет імені Олександра Пушкіна
Берестейський державний університет імені О. С. Пушкіна — ВНЗ у місті Берестя.

## Історія
На фасаді спорткомплексу Берестейського державного університету зроблена мозаїка «Юнацтво» білоруським художником Крупським Йосипом Григоровичем.
- У 1945 році в Бресті був відкритий учительський інститут, який в 1950 році був перетворений в педагогічний інститут [1].
- У 1995 році Брестський державний педагогічний інститут імені О. С. Пушкіна отримав статус університету.

Для вступу в університет необхідно успішно здати централізоване тестування.

## Структура
У структурі університету 12 факультетів:
- біологічний факультет;
- юридичний факультет;
- географічний факультет;
- фізичний факультет;
- історичний факультет;
- соціально-педагогічний факультет;
- філологічний факультет;
- факультет фізичного виховання,
- факультет іноземних мов;
- математичний факультет;
- психолого-педагогічний факультет;
- факультет довузівської підготовки.

Університет розташовується в трьох будівлях, має чотири гуртожитки, спортивний комплекс з басейном, бібліотеку, біологічний музей, етнографічний музей, геологічний музей і музей історії фізичної культури Брестської області, наукову агробіологічну та спортивно-оздоровчу бази. 18 комп'ютерних класів БрДУ об'єднані в локальну мережу з безкоштовним доступом до мережі Інтернет та постачальникам послуг електронної пошти.
Навчання в БрДУ ведеться за трьома профілями: науковому, гуманітарному та педагогічному. На 55 кафедрах університету працюють більше 600 викладачів, серед яких 21 доктор наук, 21 професор, 249 кандидатів наук, 231 доцент.
Діє бакалаврат, магістратура і аспірантура. Діє Рада із захисту кандидатських дисертацій.
В університеті працює редакційно-видавничий відділ. Видається газета «Берасцейскі універсітет», науково-теоретичний журнал «Вісник Брестського університету».
Електронні навчальні видання викладачів[недоступне посилання з червня 2019]

## Приймальна комісія
Адреса: 224016, Брест, бульвар Космонавтів, 21(приймальня), 23-04-17 (до 30 червня), 23-00-64 (з 1 липня) (приймальна комісія), 23-04-17 (підготовчі курси).
Web-сайт: 

## Відомі випускники
- Бєльська Ольга Іванівна (1979) — білоруський художник.